# Emanuela de Paula
Emanuela de Paula (Cabo de Santo Agostinho, 25 de abril de 1989) es una modelo brasileña. Ha sido el rostro de la marca de ropa británica Next y puede verse en el Calendario Pirelli en su edición del año 2009. Reemplazó a la modelo noruega Pernille Holmboe como la nueva modelo insignia de la marca de moda sueca Gina Tricot.

## Carrera
A la edad de 15 años Emanuela empezó a visitar agencias de modelaje. Firmó con la Agencia Marilyn, la primera que visitó. Su primera temporada fue en la ciudad de Nueva York en 2005, participando en pasarelas para Ralph Lauren, Bill Blass y Zac Posen. Sus otros créditos en la pista incluyen Shiatzy Chen, Alexandre Herchcovitch, Colcci, Diane von Furstenberg, Sweetface de Jennifer Lopez, Kenneth Cole, Lacoste, Lucy In The Sky, Rebecca Taylor, Salinas, Tommy Hilfiger y Yigal Azrouël, y ha aparecido en campañas para Alexandre Herchcovitch, la marca sueca Gina Tricot, Cavalera, DKNY, GAP Body, Hush Puppies, MAC, Mixed, Prescriptives, Sephora, Tommy Hilfiger, Top Shop y Victoria's Secret. Fotos suyas han aparecido en publicaciones como Allure, French, Marie Claire, Vogue y Women's Wear Daily.
Emanuela es hija de una mujer brasileña blanca y de un padre afrobrasileño.